# Bathytricha truncata
Bathytricha truncata är en fjärilsart som beskrevs av Walker 1856. Bathytricha truncata ingår i släktet Bathytricha och familjen nattflyn. Inga underarter finns listade i Catalogue of Life.